# Erica Cipressa
Erica Cipressa (Mirano, 18 de mayo de 1996) es un deportista Italia que compite en esgrima, especialista en la modalidad de florete.
Participó en los Juegos Olímpicos de Tokio 2020, obteniendo una medalla de bronce en la prueba por equipos (junto con Martina Batini, Arianna Errigo y Alice Volpi).

## Palmarés internacional
| Juegos Olímpicos | Juegos Olímpicos | Juegos Olímpicos  | Juegos Olímpicos    |
| Año              | Lugar            | Medalla           | Prueba              |
| ---------------- | ---------------- | ----------------- | ------------------- |
| 2020             | Tokio (Japón)    | Medalla de bronce | Florete por equipos |